# Station Hale
Hale is een spoorwegstation van National Rail in Hale, Trafford in Engeland. Het station is eigendom van Network Rail en wordt beheerd door Northern Rail. 